# Россонский район
Россо́нский райо́н (бел. Расо́нскі раён) — административная единица на севере Витебской области Республики Беларусь. Административный центр — городской посёлок Россоны.
Численность населения — 8 050 человек (на 1 января 2025 года).

## География
Территория — 1 924,72 км² (9-е место среди районов).
На юге район граничит с Полоцким районом, на западе — с Верхнедвинским районом, на севере и востоке — с Россией. В районе более 180 озёр, одним из крупнейших является озеро Россоно

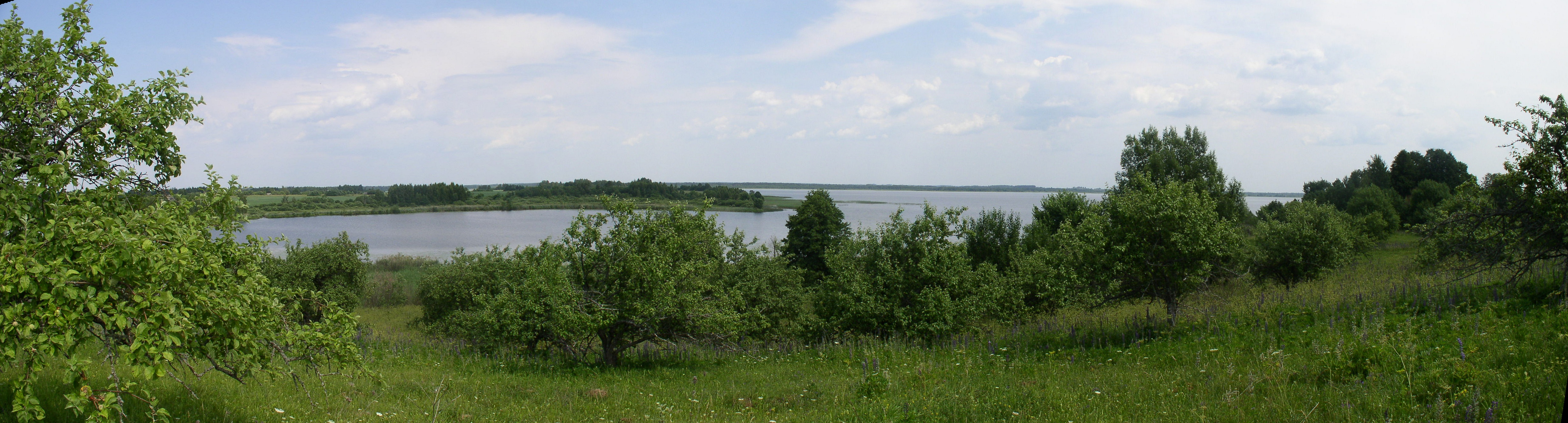
Озеро Нещердо на территории района

## Геральдика
Герб учреждён Указом Президента Республики Беларусь от 20 января 2006 года № 36 и зарегистрирован в Государственном геральдическом регистре Республики Беларусь 6 февраля 2006 года № Б-76. Одобрен решением Россонского районного Совета депутатов от 20 декабря 2002 года № 107.
Флаг учреждён Указом Президента Республики Беларусь от 2 июня 2009 года № 277 и зарегистрирован в Государственном геральдическом регистре Республики Беларусь 4 июня 2009 года № Б-171. Утверждён решением Россонского районного Совета депутатов от 14 мая 2008 года № 73.

## История
Район образован 17 июля 1924 года в составе Полоцкого округа (округ упразднён в 1930 году, воссоздавался в 1935—1938). 4 августа 1927 года к району присоединено 6 сельсоветов упразднённого Краснопольского (Дретунского) района. Некоторое время (около 1931—1938) районным центром было село Станиславово. 15 января 1938 года вошёл в состав Витебской области, в 1944—1954 годах — в составе Полоцкой области.
Район ненадолго упразднялся с 25 декабря 1962 года по 6 января 1965 года, его территория была временно разделена между Верхнедвинским (передано 4 сельсовета Клястицкий сельсовет, за исключением деревни Замошье, Ровнопольский, Соколищенский и Юховичский сельсоветы) и Полоцким районами (7 сельсоветов и райцентр).
В годы Великой Отечественной войны Россоны были центром Россонско-Освейской партизанской зоны.
20 октября 1995 года административные единицы Россонский район и посёлок Россоны, имеющие общий административный центр, объединены в одну административную единицу — Россонский район.
Указом Президента Республики Беларусь от 5 апреля 2021 года № 136 "Об административно-территориальном устройстве Витебской, Гомельской и Могилёвской областей" произведено уточнение границ областей и районов.
В результате изменения границ районов в Едином реестре административно-территориальных и территориальных единиц Республики Беларусь с 1 июня 2021 года была произведена регистрация административного подчинения хутора Доброплёсовский Клястицкого сельсовета Россонского района Витебской области в Освейский сельсовет Верхнедвинского района Витебской области.

## Административное деление
В районе 6 сельсоветов:
- Альбрехтовский
- Горбачевский
- Клястицкий
- Краснопольский
- Соколищенский
- Янковичский

Упразднённые сельсоветы:
- Дворищенский[19]
- Заборский[19]
- Морочковский[19]
- Юховичский[19]

29 апреля 2004 года упразднены: Заборский, Дворищенский, Морочковский, Юховичский сельсоветы.

## Население
Численность населения — 8 050 человек (на 1 января 2025 года), в том числе городское — 4 401 человек (Россоны — 4 401 человек), сельское — 3 649 человек.
Население района — 8 523 человек (на 1 января 2023 года).
| Численность населения | Численность населения | Численность населения | Численность населения | Численность населения | Численность населения | Численность населения | Численность населения | Численность населения |
| 1970                  | 1979                  | 1989                  | 1996                  | 2001                  | 2002                  | 2003                  | 2004                  | 2005                  |
| --------------------- | --------------------- | --------------------- | --------------------- | --------------------- | --------------------- | --------------------- | --------------------- | --------------------- |
| 17 094                | ▼16 077               | ▼15 387               | ▲16 035               | ▼14 757               | ▼14 414               | ▼13 978               | ▼13 634               | ▼13 278               |
| 2006                  | 2007                  | 2008                  | 2009                  | 2010                  | 2011                  | 2012                  | 2013                  | 2014                  |
| ▼12 860               | ▼12 476               | ▼12 125               | ▼11 797               | ▼11 493               | ▼11 210               | ▼10 806               | ▼10 527               | ▼10 353               |
| 2015                  | 2016                  | 2017                  | 2018                  | 2019                  | 2020                  | 2021                  | 2022                  | 2023                  |
| ▼10 169               | ▼9904                 | ▼9755                 | ▼9594                 | ▼9498                 | ▼9262                 | ▼9000                 | ▼8 730                | ▼8 523                |
| 2024                  | 2025                  |                       |                       |                       |                       |                       |                       |                       |
|                       | ▼8 050                |                       |                       |                       |                       |                       |                       |                       |

| Национальный состав по переписи населения 2019 года | Национальный состав по переписи населения 2019 года | Национальный состав по переписи населения 2019 года | Национальный состав по переписи населения 2009 года | Национальный состав по переписи населения 2009 года | Национальный состав по переписи населения 2009 года |
| Народ                                               | Численность                                         | %                                                   | Народ                                               | Численность                                         | %                                                   |
| --------------------------------------------------- | --------------------------------------------------- | --------------------------------------------------- | --------------------------------------------------- | --------------------------------------------------- | --------------------------------------------------- |
| Белорусы                                            | 8258                                                | 88,73%                                              | Белорусы                                            | 10 295                                              | 89,41%                                              |
| Русские                                             | 876                                                 | 9,41%                                               | Русские                                             | 1033                                                | 8,97%                                               |
| Украинцы                                            | 76                                                  | 0,82%                                               | Украинцы                                            | 92                                                  | 0,8%                                                |
| Поляки                                              | 28                                                  | 0,3%                                                | Поляки                                              | 35                                                  | 0,3%                                                |
| Литовцы                                             | 9                                                   | 0,1%                                                | Армяне                                              | 13                                                  | 0,11%                                               |

По переписи 1959 года, в районе проживало 18 030 человек, в том числе 16 796 белорусов, 1060 русских, 79 украинцев, 46 поляков.
В 2018 году 16,1% населения района было в возрасте моложе трудоспособного, 48,6% — в трудоспособном, 35,3% — старше трудоспособного. По доле населения в трудоспособном возрасте Россонский район занимает последнее место среди районов Витебской области, по доле населения старшего трудоспособного возраста делит 1-2 место в области с Бешенковичским районом. В 2017 году коэффициент рождаемости составил 11,1 на 1000 человек, коэффициент смертности — 22,2 (оба показателя — одни из самых высоких в Витебской области) (средние коэффициенты рождаемости и смертности по Витебской области — 9,6 и 14,4, по Республике Беларусь — 10,8 и 12,6). В 2017 году в районе родилось 103 и умерло вдвое больше — 206 человек. Сальдо внутренней миграции отрицательное (в 2017 году — -68 человек).
В 2017 году в районе было заключено 69 браков (7,4 на 1000 человек, самый высокий показатель в Витебской области) и 34 развода (3,7 на 1000 человек, один из самых высоких показателей в области); средние показатели по Витебской области — 6,4 и 3,4 на 1000 человек, по Республике Беларусь — 7 и 3,4 на 1000 человек соответственно.

## Экономика
Экономику района представляют предприятия сельского хозяйства, лесопереработки, производства стройматериалов, строительства, услуг.
Средняя зарплата в районе составляет 85,8% от среднего уровня по Витебской области (2017 год). В 2017 году в районе было зарегистрировано 46 микроорганизаций и 10 малых организаций. В 2017 году 15% организаций района были убыточными (в 2016 году — 27,8%). В 2015—2017 годах в реальный сектор экономики района поступило 0,13 млн долларов иностранных инвестиций. В 2017 году предприятия района экспортировали товаров на сумму 1,78 млн долларов, импортировали на 0,03 млн долларов (сальдо — 1,75 млн долларов).
Выручка от реализации продукции, товаров, работ, услуг за 2017 год составила 46,2 млн рублей (около 23 млн долларов), в том числе 15,5 млн рублей пришлось на сельское, лесное и рыбное хозяйство, 11,2 млн на промышленность, 0,7 млн на строительство, 17,5 млн на торговлю и ремонт. По объёму выручки Россонский район находится на последнем месте в Витебской области и на втором месте с конца в Республике Беларусь, опережая только Краснопольский район Могилёвской области.

### Сельское хозяйство
Под зерновые культуры в 2017 году было засеяно 4864 га пахотных площадей, под кормовые культуры — 7265 га. По обоим показателям район находится на последнем месте в Витебской области. Валовой сбор зерновых и зернобобовых в 2017 году составил 7305 т (средняя урожайность — 15,5 ц/га). Сбор зерновых и их урожайность в Россонском районе самые низкие в Витебской области.
На 1 января 2018 года в сельскохозяйственных организациях района (без учёта фермерских и личных хозяйств населения) содержалось 7,3 тыс. голов крупного рогатого скота (в том числе 3 тыс. коров), 1,8 тыс. свиней. По поголовью крупного рогатого скота район находится на последнем месте в Витебской области и на третьем с конца месте в Республике Беларусь (меньше поголовье крупного рогатого скота только в сильно пострадавших от катастрофы на Чернобыльской АЭС Наровлянском и Краснопольском районах). За 2017 год было произведено 751 т мяса (в убойном весе) и 9800 т молока. По производству молока район находится на предпоследнем месте в области, опережая только Ушачский район.

## Здравоохранение
В 2017 году в учреждениях Министерства здравоохранения Республики Беларусь насчитывалось 21 практикующий врач (22,9 в пересчёте на 10 тысяч человек; средний показатель по Витебской области — 37, по Республике Беларусь — 40,5) и 109 средних медицинских работников. В лечебных учреждениях района насчитывалось 74 больничных койки (80,6 в пересчёте на 10 тысяч человек; средний показатель по Витебской области — 80,5, по Республике Беларусь — 80,2). По обеспеченности населения больничными койками Россонский район находится на третьем месте в Витебской области после Витебска (с Витебским районом) и Ушачского района.

## Религия
В Россонском районе действуют по две общины православных и пятидесятников, по одной римско-католической, баптистской и адвентистской общине.

## Культура и образование
В Россонах действует Музей боевого содружества белорусских, русских, латышских и литовских партизан, посвящённый истории партизанского движения во время Великой Отечественной войны. В музее насчитывается 6,3 тыс. музейных предметов основного фонда. В 2016 году музей посетили 2,6 тыс. человек.

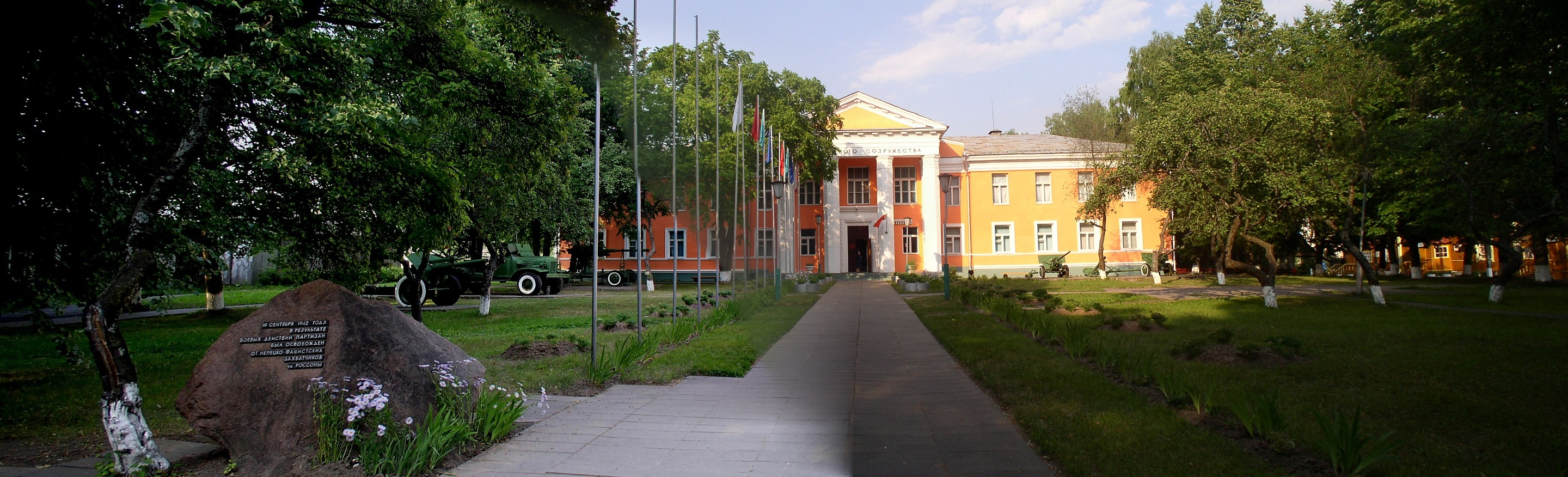
Музей боевого содружества белорусских, русских, латышских и литовских партизан в Россонах

В 2017 году в районе действовало 10 учреждений дошкольного образования (включая комплексы «детский сад — школа») с 370 детей. В 2017/2018 учебном году действовало 5 учреждений общего среднего образования (в 2010/2011 учебном году — 11), в которых обучалось 910 учеников. Учебный процесс в школах обеспечивали 156 учителей.

## Достопримечательности
- Замчище крепости Сокол
- Православная Свято-Вознесенская церковь (1879)
- Памятный знак на месте гибели героя войны 1812 года Якова Петровича Кульнева. В 1830 году установлен памятник генерал-майору Я. Кульневу, погибшему в июле 1812 года в Клястицкой битве, недалеко от деревни Сивошино (ныне не существует), на так называемом Сивошинском перевозе, в 7 километрах от деревни Соколище, 0,8 км справа от автомобильной дороги на Полоцк, на берегу реки Дриссы. Там же, в 1972 году была установлена стела с рельефным портретом генерал-майора Я. Кульнева, указывающая направление к его памятнику.
- Памятник Яну Барщевскому в д. Мураги
- Усадьба Гласко в Россоны
- Архитектурно-парковые комплексы в д. Горки, д. Двор-Черепито, д. Казимирово
- Музей партизанского быта под открытым небом около д. Ровное Поле
- Дом-музей партизанской славы в д. Межно
- Музей боевого содружества белорусских, русских, латышских и литовских партизан в Россоны
- Мемориал в честь советских воинов и партизан в Россоны
- Мемориальный сквер в Россонах, где покоится прах более 1500 воинов, партизан и мирных жителей, ставших жертвами нацистской агрессии
- Памятник на месте гибели мирных жителей и партизан в 1941—1942 годах в Россоны
- Мемориал в память о войнах 1812 и 1941—1945 годов в Клястицах

### Памятники природы
- Геологические памятники природы местного значения — «Озовая гряда Рыли», «Гора Гвоздиха», «Большой камень Россонский», «Большой камень Глазковский», «Большой камень Фоминский», «Локтевский большой камень», «Межновский большой камень», «Грушин камень Заозерский», «Валун Лапещинский», «Кедровский камень Крестовский», «Лидин камень Гречушинский», «Валун Высотковский», «Валун Заозерский», «Избищенский большой камень», «Валун Гречушинский», «Цыбульский камень Заозерский», «Сырный камень Россонский», «Шатанский камень Россонский».
- Гидрологические памятники природы местного значения — «Лазарева криница».
- Заказники местного значения — «Великий Мох Юховичский», «Заборовский Мох», «Нещердо», «Межевская озовая гряда».

## Известные личности

### Уроженцы
- Ян Барщевский - белорусский поэт
- Генадий Буравкин - белорусский поэт
- Александр Шлюбский - историк, этнограф
- Николай Матуковский - драматург
- Александр Шелепень - Герой Советского Союза
- Владимир Хомченовский - участник подполья
- Павел Рубис - кавалер Орденов Славы 3-й степени
- Анна Горецкая - Герой Социалистического Труда
- Степан Жуков - Герой Советского Союза
- Татьяна Хмелькова - Герой Социалистического Труда

### Известные личности
- Пётр Машеров - советский партийный и государственный деятель, участник Великой Отечественной войны, один из организаторов подпольного и партизанского движения в Белоруссии, Первый секретарь ЦК Компартии Белоруссии (1965—1980)
- Илларион Повалишин
- Яков Кульнев
- Владимир Азин